# جوي بيليوبسي
جوي بيليوبسي (بالهولندية: Joey Pelupessy) (15 مايو 1993 بألميلو في هولندا - ) هو لاعب كرة قدم هولندي في مركز الوسط. شارك مع منتخب هولندا تحت 18 سنة لكرة القدم ومنتخب هولندا تحت 19 سنة لكرة القدم ومنتخب هولندا تحت 20 سنة لكرة القدم. أما مع النوادي، فقد لعب مع تفينتي أنشخيدة وهيراكليس ألميلو وJong FC Twente ‏.

## وصلات خارجية
- جوي بيليوبسي على موقع قاعدة بيانات كرة القدم.إي يو (الإنجليزية)
- جوي بيليوبسي على موقع ناشيونال فوتبول تيمز (الإنجليزية)
- جوي بيليوبسي على موقع Soccerway.com (الإنجليزية)

{{شريط تصفح تشكيلة فريق كرة قدم
|الاسم=
|اسم الفريق= نادي غرونينغن
|القائمة=
- 1 Etienne Vaessen [الإنجليزية]‏
- 2 Wouter Prins [الإنجليزية]‏
- 3 Thijmen Blokzijl [الإنجليزية]‏
- 4 Hjalmar Ekdal [الإنجليزية]‏
- 5 Marco Rente [الإنجليزية]‏
- 6 Stije Resink [الإنجليزية]‏
- 7 باكونا
- 9 Brynjólfur Willumsson [الإنجليزية]‏
- 10 فالينتي
- 11 إيمران
- 14 Jorg Schreuders [الإنجليزية]‏
- 16 Dave Kwakman [الإنجليزية]‏
- 17 قالب:Kristian Lien (footballer)
- 18 De Jonge
- 20 سيونتجينس
- 21 Hidde Jurjus [الإنجليزية]‏
- 22 Finn Stam [الإنجليزية]‏
- 23 Turay
- 24 Baron
- 25 أوستينغ
- 26 Thom van Bergen [الإنجليزية]‏
- 27 مينديز
- 29 Romano Postema [الإنجليزية]‏
- 31 Meijster
- 36 Mariani
- 43 بيرسمان
- 46 Van der Werff
- 67 Bouland
- 99 فين
- مدرب: Dick Lukkien [الإنجليزية]‏